# محوطه سیرغان
محوطه سیرغان؛ نام محوطه‌ای تاریخی مربوط به سدهٔ ۵ تا ۶ قمری و دورهٔ صفوی است و در شهرستان جوین، روستای سیرغان واقع شده و این اثر در تاریخ ۲۴ اسفند ۱۳۸۴ با شمارهٔ ثبت ۱۵۲۲۹ به‌عنوان یکی از آثار ملی ایران به ثبت رسیده‌است.